# Seututie 641
Pour les articles homonymes, voir Route 641.
La route régionale 641 (finnois : Seututie 641) est une route régionale allant de Asemaseutu à Hankasalmi jusqu'à Konnevesi  en Finlande,,.

## Présentation
La seututie 641 est une route régionale de Finlande-Centrale.